# Metanapis
Metanapis es un género de arañas araneomorfas de la familia Anapidae. Se encuentra en África subsahariana y el Sur de Asia.

## Especies
Según The World Spider Catalog 12.0:
- Metanapis bimaculata (Simon, 1895)
- Metanapis mahnerti Brignoli, 1981
- Metanapis montisemodi (Brignoli, 1978)
- Metanapis plutella (Forster, 1974)
- Metanapis tectimundi (Brignoli, 1978)